# سارة ليوني سيسيك
سارة ليوني سيسيك (من مواليد 6 يوليو 1998 في سارسيل) هي لاعبة جودو فرنسية من غوادلوب فازت بالميدالية الفضية في منافسات وزن 57 كجم للسيدات في دورة الألعاب الأولمبية الصيفية 2020 في طوكيو، اليابان. كما فازت بالميدالية الذهبية في منافسات الفرق المختلطة.